# Борго Палу (Тревизо)
Борго Палу је насеље у Италији у округу Тревизо, региону Венето.
Према процени из 2011. у насељу је живело 104 становника. Насеље се налази на надморској висини од 86 м.